# La Adelita
«La Adelita» és un dels corridos més famosos de la Revolució Mexicana (1910-1920). La cançó es va inspirar en Adela Velarde Pérez, una dona de l'estat de Chihuahua que es va unir a l'aixecament zapatista contra la dictadura de Porfirio Díaz en les primeres etapes de la revolució i es va enamorar de Francisco Madero. La cançó es va convertir en un himne i símbol popular del rol de la dona a la Revolució Mexicana. La seva figura es va anar convertint progressivament en sinònim de soldadera, una dona amb una determinació bel·ligerant que representava l'esforç revolucionari mitjançant l'avituallament, l'espionatge i altres activitats militars contra les forces governamentals.
Tanmateix, la cançó, el retrat i el tema han estat objecte de diferents versions i interpretacions. També s'ha argumentat que «La Adelita» expressava la sensibilitat i la vulnerabilitat dels homes, posant èmfasi en l'estoïcisme del soldat rebel mentre s'enfronta a la perspectiva de la mort. En una altra interpretació, la teòrica feminista María Herrara-Sobek argumenta que «la valentia i l'esperit revolucionari d'Adelita es perden davant el fatalisme i les inseguretats dels homes soldats que se centren en les passions, l'amor i el desig mentre s'enfronten al combat».

## Context
«La Adelita» representa les dones valentes que van lluitar amb l'exèrcit revolucionari. La cançó parla de l'Adelita com una persona bonica i objecte de desig de molts dels soldats, però que també és valenta i exigeix respecte. Aquestes dones sovint eren d'origen mestís o indígena. Hi havia moltes raons per les quals les dones es van unir a la Revolució Mexicana. Algunes s'hi van sumar a causa de la mala situació econòmica de Mèxic en aquell moment. Les dones també es van veure obligades a unir-se a l'exèrcit quan el president mexicà Victoriano Huerta va augmentar la quota per al seu exèrcit permanent, que va les va obligar a anar al front i treballar com a cuineres. A més, moltes dones es van veure obligades a anar amb els seus marits i altres van decidir seguir-los. Finalment, algunes dones es van quedar sense més opció, com Ángela Jiménez (1886-1990), que als quinze anys va veure com les tropes governamentals van entrar a casa seva a la recerca de rebels i van intentar forçar la seva germana provocant-li la mort. Després d'aquesta experiència, Jiménez va començar a vestir-se com un home i es va fer anomenar «Ángel» per a unir-se al seu pare al front rebel.
Les dones van exercir funcions diferents mentre servien a l'exèrcit i treballaven en campaments militars. Un dels treballs principals de les dones a la Revolució Mexicana va ser l'elaboració de tortillas per als soldats. A més de cuinar menjar per als soldats, les dones també actuaven com a espies, infermeres, missatgeres i contrabandistes. Concretament, les soldaderas espiaven als camps enemics, robaven documents i passaven de contraban armes dels Estats Units d'Amèrica per la frontera amb Mèxic.
Després de la Revolució Mexicana, la sort de les dones que van treballar a la guerra va ser diversa. Moltes soldaderas tornaven a les seves ciutats natals i a la vida quotidiana amb els seus marits si encara eren vius. Mentre que altres, com Amelio Robles, van continuar vivint com a homes després d'acabar la guerra. Altres es van traslladar a Ciutat de Mèxic per a continuar una vida d'aventures. Algunes dones que ja no se sentien acollides a Mèxic van emigrar a Califòrnia. Dones com Villasana López i Angela Jiménez van marxar de Mèxic fins i tot abans que acabés la revolució en un intent d'escapar de la violència del final de la revolució.

## Lletra
| Original: En lo alto de la abrupta serranía acampado se encontraba un regimiento y una moza que valiente los seguía locamente enamorada del sargento.                              | Traducció: Al capdamunt de l'abrupta serra acampat es trobava un regiment i una mossa que valenta els seguia bojament enamorada del sergent.                                             |
| Popular entre la tropa era Adelita la mujer que el sargento idolatraba que ademas de ser valiente era bonita que hasta el mismo coronel la respetaba.                              | Popular entre la tropa era Adelita la dona que el sergent idolatrava que a més de ser valenta era bonica que fins i tot el mateix coronel la respectava.                                 |
| Y se oía, que decía, aquel que tanto la quería: Y si Adelita se fuera con otro la seguiría por tierra y por mar si por mar en un buque de guerra si por tierra en un tren militar. | I se sentia, que deia, aquell que tant la volia: I si Adelita se n'anés amb un altre la seguiria per terra i per mar si per mar en un vaixell de guerra si per terra en un tren militar. |
| Y si Adelita quisiera ser mi esposa y si Adelita ya fuera mi mujer le compraría un vestido de seda para llevarla a bailar al cuartel.                                              | I si Adelita volgués ser la meva dona i si Adelita ja fos la meva dona li compraria un vestit de seda per a portar-la a ballar a la caserna.                                             |